# Salvia discolor
Salvia discolor es una planta herbácea de la familia de las lamiáceas. Es originaria de un área muy localizada de Perú donde es rara al igual que en la horticultura. 

## Descripción
La planta es escandente, lo que significa que sube sin el uso de zarcillos, con tallos nervados de color blanco creciendo desde su base. Hojas de diversos tamaños crecen en pares en el tallo, con el envés lleno de pelos blancos. Las hojas, tallos y capullos exhiben un olor fuerte y distintivo de grosella negra. En largas inflorescencias profundamente saturadas de flores de color púrpura oscuro con un cáliz verde pistacho, con un crecimiento de una o más inflorescencias erectas. Los tallos de las inflorescencias son brillantes y cubiertas de glándulas, que con frecuencia tienen insectos pegados a ellas. Florece durante en periodos de calor durante el verano y otoño y es frecuente verlos crecer como planta ornamental en las costas francesas e italianas, donde alcanza un metro de alto y ancho.
Esta planta se ha ganado el Premio al Mérito Garden de la Royal Horticultural Society.

## Taxonomía
Salvia discolor fue descrita por Carl Sigismund Kunth y publicado en Nova Genera et Species Plantarum (quarto ed.) 2: 294. 1817[1818].
Etimología
Ver: Salvia
discolor: epíteto latino que significa "con dos colores".
Sinonimia
- Salvia bonplandiana F.Dietr.
- Salvia mexicana Hemsl.
- Salvia nigricans Hemsl.[5][6]